# أفرهيلي
الأفرهيلي (El-Afrihili، كلمة مركبة من أفرِيقي وسواهِيلي) لغة مصطنعة أخذت مفرداتها وقواعدها من قواعد اللغات الأفريقية ومفرداتها. اخترعت عام 1970 لتكون لغة القارة.
من خصائص الأفرهيلي أن جميع الأسماء تبدأ وتنتهي بصائت، وذلك لتمييزها عن باقي أقسام الكلمات.

## منابع اللغة
فونولوجيا، مورفولوجيا وتركيب اللغة الأفرهيلية مستمد من عدة لغات أفريقية، خاصة السواحيلية والأكانية. أما معجمها فمستمد من عدة لغات أفريقية وأيضا اللغة الإنجليزية.